# Châteaudouble (Drôme)
Pour les articles homonymes, voir Châteaudouble.
Châteaudouble est une commune française située dans le département de la Drôme, en région Auvergne-Rhône-Alpes.

## Géographie

### Localisation
Rattachée à la communauté de Valence Romans Agglo, la petite cité de Châteaudouble est située à 20 km à l'est de Valence.

### Relief et géologie
La commune est située au pied du flanc ouest du Vercors.
Sites particuliers :
- Col des Limouches ;
- Pas du Bouquet ;
- Pichetete (600 m) ;
- Serre de l'Âne (651 m).

### Hydrographie
La commune est arrosée par les cours d'eau suivants :
- la Lierne ;
- la Marette ;
- la Véore ;
- le Chevillon.

### Climat
Pour des articles plus généraux, voir Climat d'Auvergne-Rhône-Alpes et Climat de la Drôme.
En 2010, le climat de la commune est de type climat méditerranéen altéré, selon une étude du CNRS s'appuyant sur une série de données couvrant la période 1971-2000. En 2020, Météo-France publie une typologie des climats de la France métropolitaine dans laquelle la commune est exposée à un climat de montagne ou de marges de montagne et est dans une zone de transition entre les régions climatiques « Moyenne vallée du Rhône » et « Alpes du nord ».
Pour la période 1971-2000, la température annuelle moyenne est de 11,6 °C, avec une amplitude thermique annuelle de 17,4 °C. Le cumul annuel moyen de précipitations est de 1 070 mm, avec 8,6 jours de précipitations en janvier et 5 jours en juillet. Pour la période 1991-2020, la température moyenne annuelle observée sur la station météorologique de Météo-France la plus proche, « Valence-Chabeui »sur la commune de Chabeuil à 6 km à vol d'oiseau, est de 13,3 °C et le cumul annuel moyen de précipitations est de 873,9 mm,. Pour l'avenir, les paramètres climatiques de la commune estimés pour 2050 selon différents scénarios d'émission de gaz à effet de serre sont consultables sur un site dédié publié par Météo-France en novembre 2022.

## Urbanisme

### Typologie
Au 1er janvier 2024, Châteaudouble est catégorisée commune rurale à habitat dispersé, selon la nouvelle grille communale de densité à 7 niveaux définie par l'Insee en 2022.
Elle est située hors unité urbaine. Par ailleurs la commune fait partie de l'aire d'attraction de Valence, dont elle est une commune de la couronne,. Cette aire, qui regroupe 71 communes, est catégorisée dans les aires de 200 000 à moins de 700 000 habitants,.

### Occupation des sols
L'occupation des sols de la commune, telle qu'elle ressort de la base de données européenne d’occupation biophysique des sols Corine Land Cover (CLC), est marquée par l'importance des territoires agricoles (63,4 % en 2018), une proportion identique à celle de 1990 (63,4 %). La répartition détaillée en 2018 est la suivante : terres arables (47 %), forêts (34,3 %), zones agricoles hétérogènes (15,2 %), milieux à végétation arbustive et/ou herbacée (2,3 %), prairies (1,2 %), zones urbanisées (0,1 %). L'évolution de l’occupation des sols de la commune et de ses infrastructures peut être observée sur les différentes représentations cartographiques du territoire : la carte de Cassini (XVIIIe siècle), la carte d'état-major (1820-1866) et les cartes ou photos aériennes de l'IGN pour la période actuelle (1950 à aujourd'hui).

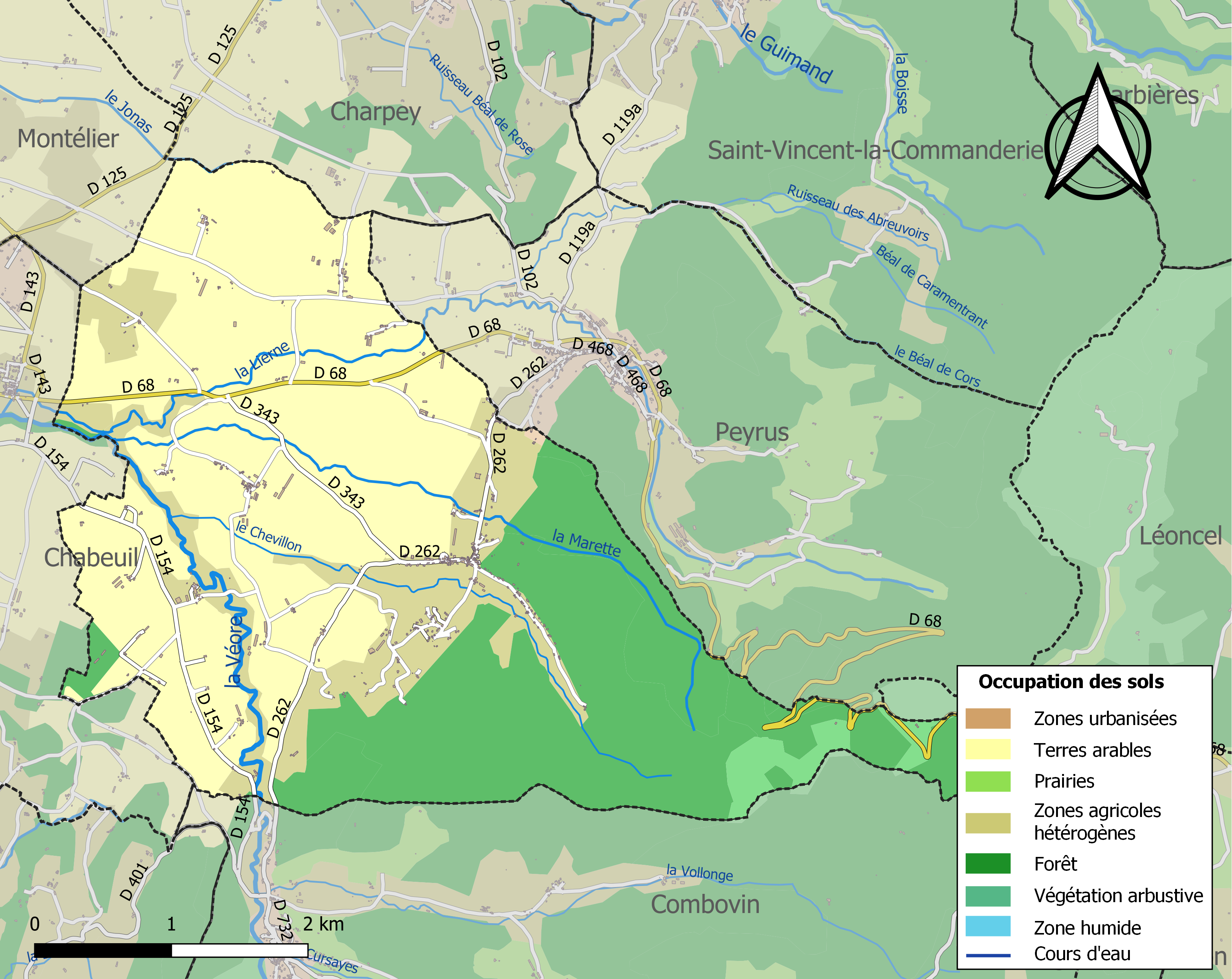
Carte des infrastructures et de l'occupation des sols de la commune en 2018 (CLC).

### Morphologie urbaine

#### Quartiers, hameaux et lieux-dits
Site Géoportail (carte IGN) :
- Bellon
- Beylon
- Bougat
- Bramafan
- Charboton
- Château Rompu
- Clarette
- Col des Limouches
- Côtes Bénèches
- Coton
- Croix de Chabreille
- Curtil
- Garaland
- Gaudemart
- Gendarme
- Grand Lierne
- Grange Neuve
- la Richardière
- la Tube
- le Bayle
- le Charpeney
- le Choméras
- le Got
- le Grand Fay
- le Grenouillet
- le Martinet
- l'Empereur
- le Pereyrot
- le Petit Fay
- le Pont des Sarrasins
- les Allemands
- le Sarmeyas
- les Bauges
- les Bérards
- les Bois
- les Cavardes
- les Chabottes
- les Champeys
- les Chevalons
- les Combes
- les Jayettes
- les Péris
- les Perpoints
- les Pierres Grosses
- les Quarante
- les Sabatards
- les Saléonnes
- les Teyssonnières
- les Touches
- Lussaye
- Maret
- Menerault
- Panaret
- Petit Lierne
- Porteléore
- Pré Faucon
- Revire Manteau
- Roussillon
- Saint-Apollinaire
- Tevon
- Tourrier
- Trompette

Anciens quartiers, hameaux et lieux-dits :
- les Amenlerias est un quartier attesté en 1891. Il était dénommé las plantas des Amenliers en 1575 (terrier de Saint-Just)[14].

### Voies de communication et transports
La commune est desservie par les routes départementales D 68, D 154, D 262 er D 343.

## Toponymie

### Attestations
Dictionnaire topographique du département de la Drôme :
- 1120 : Castrum Duplum (cartulaire de Romans, 310) ;
- 1157 : Castellum Duplum (Gall. christ., XVI, 104) ;
- 1178 : mention du mandement : mandamentum Castri Duplicis (cartulaire de Léoncel, 27) ;
- 1223 : mention du prieuré : prior de Castro Dupplo (cartulaire du Bourg-lès-Valence, 32) ;
- 1257 : Castrum Duplex (Duchesne, Comtes de Valentinois, 9) ;
- 1284 : mention de l'église Saint-Michel : prior Sancti Micaelis de Castro Duplici (cartulaire de Léoncel, 254) ;
- 1223 : mention du prieuré : prior Castri Duplicis (pouillé de Valence) ;
- 1396 : Chasteldouble (choix de documents, 213) ;
- 1793 : Pont Marette [appellation révolutionnaire] ;
- 1891 : Châteaudouble, commune du canton de Chabeuil.

### Étymologie
La ville tient son nom de deux châteaux situés sur le territoire de sa commune.[réf. nécessaire]

## Histoire
Pour un article plus général, voir Histoire de la Drôme.

### Antiquité: les Gallo-romains
Présence d'un oppidum.

### Du Moyen Âge à la Révolution
L'existence de la place forte de Châteaudouble remonte au XIe siècle. Son château fort était considéré comme un des plus puissants du Dauphiné[réf. nécessaire].
La seigneurie :
- Au point de vue féodal, Châteaudouble est une terre sous « tutelle » des évêques de Valence. Leurs droits sont confirmés en 1159 par les empereurs germaniques.
- Vraisemblablement possession des Royans.
- La terre passe sous « tutelle » des comtes de Valentinois du 1er avril 1221 jusqu'en 1390[réf. nécessaire].
- Du XIIe siècle au XVe siècle, la seigneurie est sous l'autorité des Arbalestier. À leur apogée, leur territoire seigneurial comprend aussi, Barcelonne, Combovin, Peyrus, Le Chaffal, Gigors, Plan-de-Baix, Beaufort-sur-Gervanne et Montclar-sur-Gervanne[réf. nécessaire].
- 1390 : la seigneurie de Châteaudouble est ensuite aliénée au profit des Grolée.
- 1419 : réunie à la couronne de France avec les autres biens des comtes de Valentinois.

(autre source) : le 22 juin 1419, date du transport des biens de Louis II de Poitiers-Valentinois au dauphin de Viennois (future Charles VII de Valois).
- 1447 : vendue (sous faculté de rachat) ou donnée en viager à Gaubert des Massues.
- 1523 : passe aux Galéas de Saint-Séverin.
- 1537 : passe aux Plovier.
- 1545 : passe à Benoît Théocrène, précepteur des enfants du roi.
- 1550 : passe à Diane de Poitiers.
- 1576 : passe au colonel italien Jules Centurion.
- 1578 : passe aux Chastellier.
- 1594 : passe aux Dupuy-Montbrun.
- 1638 : passe aux La Baume.
- Milieu XVIIIe siècle : vendue aux Pasquet de Valbonne.
- 1788 : passe aux Gilbert de Jansac, derniers seigneurs de Châteaudouble.

XIIIe et XIVe siècles : le territoire est au cœur des guerres de "tutelles" entre les comtes de Valentinois et les l’archevêché de Valence[réf. nécessaire].
XIVe siècle : passage des Grandes compagnies[réf. nécessaire].
XVIe siècle : la région est gagnée par la Réforme protestante. Les familles protestantes de la région, les d'Arbalestier, seigneurs de Châteaudouble, les Cornillan (de la Baume-Cornillane) et les Urre (d'Eurre) s'allient pour se défendre face aux catholiques.

Les guerres de Religion vont fortement éprouver le territoire. Le château fort est pris et repris à six reprises entre 1562 et 1581, notamment par les huguenots à la fin des années 1570.

Dans tout le Valentinois, les paysans s'arment. En 1579, ils expulsent les troupes de soudards qui occupent le château.

La même année, Catherine de Cornillan, impose comme condition testamentaire, notamment, que ses héritiers maintiennent le territoire dans le protestantisme et portent son nom. Ainsi va naître la branche des Urre-Cornillan.

En 1580, le mouvement est écrasé dans le sang.

En 1581, le château est détruit par ordre royal. Les familles d'Arbalestier, Cornillan et Urre se replient sur leurs terres seigneuriales du Vercors, Plan-de-Baix, Gigors, Beaufort, Montclar et Mirabel[réf. nécessaire].
1591 : le nouveau château commence à être édifié par François des Massues, seigneur de Vercoiran[réf. nécessaire].
1663 : le temple est démoli sur ordre du parlement de Grenoble. À la suite des vexations imposées par le marquis de Châteaudouble, Joseph de La Baume, le lieu où se dressait le temple détruit va servir de point de rassemblement des protestants locaux.

En 1683, il est le point de départ de la révolte appelée « affaire du Camp de l’Éternel ». Le chef de cette rébellion est Jacques Odde de Bonniot, sieur du Vernet. Elle est brutalement réprimée par les régiments de cavalerie du maréchal de Saint-Ruth à Saou et Bourdeaux[réf. nécessaire].
1685 : la révocation de l'édit de Nantes entraîne le départ de nombreux protestants vers l'étranger (Suisse, Allemagne, Angleterre), provoquant la misère des ouvriers drapiers de la région désormais sans travail. Plusieurs opérations de dragonnades ont été menées sur ordre de Louvois à Châteaudouble comme dans toute la région[réf. nécessaire].
Démographie :
- 1689 (démographie) : la commune compte 150 chefs de famille[15] ;
- 1759 (démographie) : 200 chefs de famille[15] ;
- 1789 (démographie) : 267 chefs de famille[15].

Avant 1790, Châteaudouble était une communauté de l'élection et subdélégation de Valence et de la sénéchaussée de Crest.

Elle formait une paroisse du diocèse de Valence, dont l'église, dédiée à saint Michel, était celle d'un prieuré de l'ordre de Saint-Augustin (congrégation de Saint-Ruf) connu dès 1196 et uni, en 1775, au séminaire de Valence qui de ce chef était collateur et décimateur à Châteaudouble.
Cette terre comprenait tout le mandement de Châteaudouble, c'est-à-dire : les quatre paroisses de Châteaudouble, du Chaffal, de Combovin et de Peyrus ; mais, au XVIIe siècle, Peyrus et le Chaffal en furent démembrés et, vers la fin du siècle suivant, il en fut distrait encore une partie pour former la communauté de la Baume-sur-Véore qui a été supprimée en 1848.

### De la Révolution à nos jours
En 1790, la commune de Châteaudouble fait partie du canton de Chabeuil.
En 1791, la commune est démembrée : Peyrus, Le Chaffal et La Baume-sur-Véore obtiennent le statut de commune.
En 1846, La petite communauté de La Baume-sur-Véore, autour du hameau des Péris, est rattachée à la commune de Châteaudouble[réf. nécessaire].
En 1854, les territoires de la montagne (Combe Chaude) sont rattachés à la commune de Léoncel en 1854[réf. nécessaire].
En 1855, la route du Vercors par le col des Limouches est achevée[réf. nécessaire].

## Politique et administration

### Liste des maires
| Période                                                                      | Période                   | Identité                              | Étiquette | Qualité              |
| ---------------------------------------------------------------------------- | ------------------------- | ------------------------------------- | --------- | -------------------- |
| Les données manquantes sont à compléter. : de la Révolution au Second Empire |                           |                                       |           |                      |
| 1790                                                                         | 1847                      | ?                                     |           |                      |
| 1847                                                                         | 1863                      | Félix Antoine Baude                   |           |                      |
| 1863                                                                         | 1871                      | Émilien Pierre François Baude         |           |                      |
| Les données manquantes sont à compléter. : depuis la fin du Second Empire    |                           |                                       |           |                      |
| 1871                                                                         | 1874                      | Émilien Pierre François Baude         |           | maire sortant        |
| 1874                                                                         | 1878                      | Émilien Pierre François Baude         |           | maire sortant        |
| 1878                                                                         | 1879                      | Émilien Pierre François Baude         |           | maire sortant        |
| 1879 (élection ?)                                                            | 1884                      | Marie Joseph Frédéric Charignon       |           |                      |
| 1884                                                                         | 1888                      | Marie Joseph Frédéric Charignon       |           | maire sortant        |
| 1888                                                                         | 1890                      | Marie Joseph Frédéric Charignon       |           | maire sortant        |
| 1890 (élection ?)                                                            | 1891                      | Joseph Pierre Breynat                 |           |                      |
| 1891 (élection ?)                                                            | 1892                      | ?                                     |           |                      |
| 1892                                                                         | 1896                      | ?                                     |           |                      |
| 1896                                                                         | 1900                      | ?                                     |           |                      |
| 1900                                                                         | 1904                      | ?                                     |           |                      |
| 1904                                                                         | 1908                      | ?                                     |           |                      |
| 1908                                                                         | 1912                      | Antoine François-Xavier Baude         |           |                      |
| 1912                                                                         | 1919                      | Gustave Saint-André                   |           |                      |
| 1919                                                                         | 1925                      | Gustave Saint-André                   |           | maire sortant        |
| 1925                                                                         | 1929                      | Gustave Saint-André                   |           | maire sortant        |
| 1929                                                                         | 1935                      | Gustave Saint-André                   |           | maire sortant        |
| 1935                                                                         | 1945                      | Gustave Saint-André                   |           | maire sortant        |
| 1945                                                                         | 1947                      | ?                                     |           |                      |
| 1947                                                                         | 1953                      | ?                                     |           |                      |
| 1953                                                                         | 1959                      | ?                                     |           |                      |
| 1959                                                                         | 1965                      | ?                                     |           |                      |
| 1965                                                                         | 1971                      | ?                                     |           |                      |
| 1971                                                                         | 1977                      | ?                                     |           |                      |
| 1977                                                                         | 1983                      | ?                                     |           |                      |
| 1983                                                                         | 1989                      | ?                                     |           |                      |
| 1989                                                                         | 1995                      | ?                                     |           |                      |
| 1995                                                                         | 2001                      | ?                                     |           |                      |
| 2001                                                                         | 2008                      | François Bellier                      | DVD       | agriculteur retraité |
| 2008                                                                         | 2014                      | François Bellier                      |           | maire sortant        |
| 2014                                                                         | 2020                      | François Bellier                      |           | maire sortant        |
| 2020                                                                         | En cours (au 6 mars 2021) | François Bellier[source insuffisante] |           | maire sortant        |

### Politique environnementale
La commune dispose d'une station d'épuration des eaux.

## Population et société

### Démographie
L'évolution du nombre d'habitants est connue à travers les recensements de la population effectués dans la commune depuis 1793. Pour les communes de moins de 10 000 habitants, une enquête de recensement portant sur toute la population est réalisée tous les cinq ans, les populations de référence des années intermédiaires étant quant à elles estimées par interpolation ou extrapolation. Pour la commune, le premier recensement exhaustif entrant dans le cadre du nouveau dispositif a été réalisé en 2007.

En 2022, la commune comptait 613 habitants, en évolution de +5,51 % par rapport à 2016 (Drôme : +2,64 %, France hors Mayotte : +2,11 %).
| 1793  | 1800 | 1806 | 1821 | 1831 | 1836 | 1841 | 1846 | 1851 |
| ----- | ---- | ---- | ---- | ---- | ---- | ---- | ---- | ---- |
| 1 011 | 859  | 925  | 728  | 732  | 700  | 654  | 668  | 776  |

| 1856 | 1861 | 1866 | 1872 | 1876 | 1881 | 1886 | 1891 | 1896 |
| ---- | ---- | ---- | ---- | ---- | ---- | ---- | ---- | ---- |
| 598  | 570  | 581  | 548  | 557  | 578  | 540  | 523  | 503  |

| 1901 | 1906 | 1911 | 1921 | 1926 | 1931 | 1936 | 1946 | 1954 |
| ---- | ---- | ---- | ---- | ---- | ---- | ---- | ---- | ---- |
| 435  | 423  | 452  | 414  | 402  | 391  | 372  | 363  | 326  |

| 1962 | 1968 | 1975 | 1982 | 1990 | 1999 | 2006 | 2007 | 2012 |
| ---- | ---- | ---- | ---- | ---- | ---- | ---- | ---- | ---- |
| 323  | 281  | 304  | 323  | 414  | 476  | 527  | 534  | 584  |

| 2017 | 2022 | - | - | - | - | - | - | - |
| ---- | ---- | - | - | - | - | - | - | - |
| 578  | 613  | - | - | - | - | - | - | - |

### Enseignement
La commune est rattachée à l'académie de Grenoble.

### Loisirs
- Randonnées : GRP Tour des Monts du Matin[2].

### Médias
Le territoire de la commune se situe dans l'aire de diffusion de plusieurs médias :

#### Presse écrite
- Le Dauphiné libéré, quotidien régional qui consacre, chaque jour, y compris le dimanche, dans son édition de « Romans et Drôme des collines » un ou plusieurs articles à l'actualité du canton et de la commune, ainsi que des informations sur les éventuelles manifestations locales, les travaux routiers, et autres événements divers à caractère local.
- L'Agriculture Drômoise, journal d'informations agricoles et rurales, couvre l'ensemble du département de la Drôme.
- Drôme Hebdo (ancien Peuple Libre), hebdomadaire chrétien d'informations.

#### Presse audio-visuelle
La commune est située sur l'aire de diffusion de Ici Drôme Ardèche, une radio publique également diffusée sur tout le territoire du département de la Drome et de l'Ardèche.

## Économie

### Agriculture
En 1992 : céréales, porcins, bovins.

## Culture locale et patrimoine

### Lieux et monuments
- Ruines  du château féodal dites du « Château-Rompu », détruit au XVIe siècle[16].
- Château de Châteaudouble (XVIIe siècle) : façade, toitures et grille d'entrée classées (MH), grand parc, deux tours. Peintures attribuées à Lebrun[16] (Le château est de style « à l'italienne ». La première pierre a été posée par François des Massues, dit de Vercoirans en 1591. C'est aujourd'hui une propriété privée[réf. nécessaire]).
- Vieille fontaine[16] (face à l'entrée du château).
- Église Saint-Michel de Châteaudouble (XIXe siècle)[16].

### Personnalités liées à la commune
- Joseph Charignon (né en 1872 à Châteaudouble, mort en 1930 à Pékin) : ingénieur et sinologue.

La commune utilise un logo blasoniforme, non blasonnable.